# Supergrup SAR
El supergrup SAR o grup SAR (en anglès: SAR supergroup) és un clade utilitzat en algunes classificacions modernes dels protists. Inclou el grup dels stramenopiles (també coneguts com a Heterokonta), els Alveolata i els Rhizaria.
L'acrònim "SAR" està format per la inicial de cadascun d'aquests tres grups (stramenopiles + Alveolata + Rhizaria).
En el supergrup SAR s'inclouen la majoria dels organismes del grup Chromalveolata, però no els Hacrobia, que es classifiquen a part.
El term "Harosa" (amb nivell de Regne) també va ser usat per a referir-se al supergrup SAR.